# Caroline Smith
Caroline Smith (n. 21 iulie 1906, Cairo, Illinois, SUA – d. 11 noiembrie 1994, Las Vegas, Nevada, SUA) a fost o săritoare în apă ce a reprezentat Statele Unite ale Americii, medaliată olimpică. A participat la o ediție a Jocurilor Olimpice (1924) în care a câștigat o medalie de aur.

## Participări
Lista de mai jos prezintă principalele competiții la care a participat Caroline Smith de-a lungul carierei.
- diving at the 1924 Summer Olympics – women's 10 metre platform[*]